# Eudactylina chilensis
Eudactylina chilensis is een eenoogkreeftjessoort uit de familie van de Eudactylinidae. De wetenschappelijke naam van de soort is voor het eerst geldig gepubliceerd in 1981 door Ho & McKinney.